# Fradswell
Fradswell – wieś w Anglii, w hrabstwie Staffordshire. Leży 11 km na północny wschód od miasta Stafford i 200 km na północny zachód od Londynu.